# Clathroterebra brunneobandata
Clathroterebra brunneobandata is een slakkensoort uit de familie van de Terebridae. De wetenschappelijke naam van de soort is voor het eerst geldig gepubliceerd in 2012 door Malcolm & Terryn.